# Synalocha gutierreziae
Synalocha gutierreziae är en fjärilsart som beskrevs av Powell 1985. Synalocha gutierreziae ingår i släktet Synalocha och familjen vecklare. Inga underarter finns listade i Catalogue of Life.